# Michael E. Burke
Michael Edmund Burke (Beaver Dam, 15 de octubre de 1863 - Ibidem, 12 de diciembre de 1918) fue un abogado y político estadounidense. Se desempeñó como miembro de la Cámara de representantes de Estados Unidos por Wisconsin.

## Biografía
Nacido en Beaver Dam, Wisconsin, Burke asistió a escuelas públicas locales y se graduó de la Academia Wayland en Beaver Dam en 1884. Estudió derecho en la Universidad de Wisconsin-Madison en 1886 y 1887. Fue admitido en el colegio de abogados en 1888 y comenzó a ejercer en Beaver Dam. Se desempeñó como secretario municipal de 1887 a 1889. Se desempeñó como miembro de la Asamblea del Estado de Wisconsin desde 1891 hasta 1893. Más tarde sirvió en el Senado del estado de Wisconsin desde 1895 hasta 1899. Burke se casó con Emma Sontag (1875-1921) en 1898. Se desempeñó como abogado de la ciudad de Beaver Dam desde 1893 hasta 1908. Se desempeñó como delegado a la Convención Nacional Demócrata en 1904.
Burke fue elegido alcalde de Beaver Dam y sirvió desde 1908 hasta 1910.
Fue elegido demócrata para el sexagésimo segundo Congreso de los Estados Unidos en representación del 6.º distrito congresional de Wisconsin desde el 4 de marzo de 1911 hasta el 3 de marzo de 1913. Posteriormente reelegido para los congresos sexagésimo tercero y sexagésimo cuarto, esta vez como representante del 2.º distrito congresional de Wisconsin (4 de marzo de 1913 - 3 de marzo de 1917). Fue un candidato fracasado a la reelección en 1916. Falleció en Beaver Dam, Wisconsin el 12 de diciembre de 1918. Fue enterrado en el cementerio de San Patricio.